# Sân bay Abel Santa María
Sân bay Abel Santa María (IATA: SNU, ICAO: MUSC) là một sân bay quốc tế tại thành phố Santa Clara, Cuba. Sân bay này có 1 đường băng dài 3017 m bề mặt nhựa đường.

## Các hãng hàng không và các tuyến điểm
- Air Canada (Montreal, Toronto-Pearson)
- Air Transat (Montreal, Quebec City, Toronto-Pearson)
- CanJet (Quebec City) Lưu trữ ngày 10 tháng 11 năm 2008 tại Wayback Machine
- Cubana de Aviación (La Habana, Santiago de Cuba)
- Livingston (Milan-Malpensa)
- Skyservice (Montreal, Toronto-Pearson) Lưu trữ ngày 6 tháng 5 năm 2007 tại Wayback Machine
- Sunwing Airlines (Winnipeg)
- Thomas Cook Airlines (London-Gatwick, Manchester (UK))
- WestJet (Montreal, Ottawa, Toronto-Pearson)